# Cyclatemnus
Genre
Cyclatemnus est un genre de pseudoscorpions de la famille des Atemnidae.

## Distribution
Les espèces de ce genre se rencontrent en Afrique subsaharienne.

## Liste des espèces
Selon Pseudoscorpions of the World (version 3.0) :
- Cyclatemnus affinis Vachon, 1938
- Cyclatemnus berlandi Vachon, 1938
- Cyclatemnus brevidigitatus Mahnert, 1978
- Cyclatemnus burgeoni (Beier, 1932)
- Cyclatemnus centralis Beier, 1932
- Cyclatemnus dolosus Beier, 1964
- Cyclatemnus equestroides (Ellingsen, 1906)
- Cyclatemnus fallax Beier, 1955
- Cyclatemnus globosus Beier, 1947
- Cyclatemnus granulatus Beier, 1932
- Cyclatemnus minor Beier, 1944
- Cyclatemnus robustus Beier, 1959

## Publication originale
- Beier, 1932 : Revision der Atemnidae (Pseudoscorpionidea). Zoologische Jahrbücher, Abteilung für Systematik, Ökologie und Geographie der Tiere, vol. 62, p. 547-610.